# Marie de Nassau (1539-1599)
Pour les articles homonymes, voir Marie de Nassau.
Marie de Nassau, née le 18 mars 1539 à Dillenburg et morte le 28 mai 1599 au château d'Ulft, comtesse de Nassau, de Katzenelnbogen, de Vianden et de Diez, est une noble néerlandaise.
Elle est la deuxième fille de Guillaume de Nassau-Dillenbourg et de Julienne de Stolberg, et la sœur de Guillaume le Taciturne. Le 12 novembre 1556, elle épouse le comte Guillaume IV van den Bergh à Moers, qui lui donne dix-sept enfants. Ce dernier se rend coupable de trahison envers son beau-frère Guillaume en passant à l'ennemi espagnol. Lui et Marie furent capturés mais rapidement graciés par Guillaume.
Après la mort de Guillaume IV en 1586, Marie de Nassau est devenue la comtesse van den Bergh et la nouvelle dame de Boxmeer.
Marie est enterrée dans la crypte de l'église de 's-Heerenberg.

## Descendance
De son union avec Guillaume IV, naissent les enfants suivants :
- Madeleine (1er août 1557 à l'Huis Bergh près de 's-Heerenberg - 25 mai 1579) ;
- Hermann (en) (2 août 1558 à 's-Heerenberg - 12 août 1611 à Spa) ; en février 1599 à Wouw, il épouse Maria Mencia von Wittem, marquise de Bergen op Zoom (1581–1613), fille de Jean de Witthem ;
- Frédéric de Bergh (18 août 1559 à 's-Heerenberg - 3 septembre 1618 à Boxmeer) ; le 8 février 1601, il épouse Françoise, Baronne von Renty (1583–1629), fille d'Eustache de Ravanel, dont :
  - Éléonore de Bergh (1613-1657) ; elle épouse son cousin Frédéric-Maurice de La Tour d'Auvergne (1605-1652) ;
- Maria (1560 à 's-Heerenberg - ?) ;
- Oswald III (de) (16 juin 1561 à 's-Heerenberg - 27 janvier 1586 lors de la bataille de Boksum) ;
- Wilhelmina (7 juillet 1562 à 's-Heerenberg - 15 novembre 1591 à Ulft) ;
- Elisabeth (31 décembre 1563 à 's-Heerenberg - vers 1572 à Cologne) ;
- Joost (25 janvier 1565 à 's-Heerenberg - 8 août 1600) ;
- Ludwig (1er novembre 1572 à Cologne - 19 juin 1592) ;
- Henri de Bergh (1573 à Breme - 22 mai 1638 à Zutphen) ; le 4 mars 1612 à Wouw, il épouse en premières noces Margaretha (1580–1627), fille de Jean de Witthem. En secondes noces, en 1629, il épouse Hiëronyma Catharina von Spaur-Flavon (1600–1683), fille de George Frederik von Spaur-Flavon ;
- Adam (1575 à Cologne - 7 novembre 1590 à Groningue) ;
- Adolf (1576 à Kampen - 25 mai 1609 à Bois-le-Duc) ;
- Catharina (1578 à 's-Heerenberg - 19 octobre 1640 à Culemborg) ; le 4 mars 1601, elle épouse Floris II (1577–1639), fils de Floris I. von Pallandt ;
- Anna (1579 à 's-Heerenberg - 17 août 1630 à Echt) ;
- Juliana (1580 à 's-Heerenberg - 15 novembre 1591 à Ulft) ;
- Élisabeth (de) (1581 à 's-Heerenberg - 12 janvier 1614 à Essen) ;
- Charlotte (1582 à 's-Heerenberg - 2 novembre 1631).